# Championnat du monde junior de hockey sur glace 2009
Navigation
Édition précédente Édition suivante
Le championnat du monde junior de hockey sur glace 2009 se déroule à Ottawa, province de l'Ontario au Canada. Les matchs se déroule dans deux patinoires de la ville : l'Ottawa Civic Centre et la Place Banque Scotia entre le 26 décembre 2008 et le 5 janvier 2009.
La Division III qui devait se tenir en Corée du Nord est annulée pour l'édition 2009 . 

## Division élite

### Tour préliminaire

#### Groupe A
Tous les matchs du groupe A se jouent dans la Place Banque Scotia, habituelle patinoire des Sénateurs d'Ottawa de la Ligue nationale de hockey.

##### Résultats
| 26 décembre 2008 | Allemagne | 2-8 (1-2, 0-3, 1-3) | États-Unis | 18 795 spectateurs |

| Feuille de match         | Feuille de match                         | Feuille de match | Feuille de match | Feuille de match |
| ------------------------ | ---------------------------------------- | ---------------- | --- | ---------------- |
|                          | T. Ritter 12 min 8 s P. Pohl 53 min 51 s |                  | 8 min 23 s C. Wilson 17 min 51 s D. Bowman 20 min 20 s J. Schroeder 32 min 43 s J. Van Riemsdyk 34 min 27 s T. Johnson 40 min 35 s J. Van Riemsdyk 46 min 26 s D.Bowman 59 min 95 s M. Rust |                  |
| T. Pielmeier P. Grubauer | Gardiens                                 | T. McCollum      | |                  |
| 18 min                   | Pénalités                                | 22 min           | |                  |
| 18                       | Tirs                                     | 46               | |                  |

| 26 décembre 2008 | Canada | 8-1 (1-0, 4-0, 3-1) | République tchèque | 19 622 spectateurs |

| Feuille de match | Feuille de match | Feuille de match    | Feuille de match   | Feuille de match |
| ---------------- | --- | ------------------- | ------------------ | ---------------- |
|                  | J. Tavares 19 min 56 s J. Tavares 22 min 9 s A. Esposito 27 min 8 s R. Ellis 28 min 13 s T. Ennis 28 min 13 s C. DiDomenico 42 min 8 s Z. Boychuk 48 min 18 s A. Pietrangelo 51 min 51 s |                     | 58 min 0 s J. Káňa |                  |
| D. Tokarski      | Gardiens | T. Vosvrda D. Furch |                    |                  |
| 6 min            | Pénalités | 10 min              |                    |                  |
| 18               | Tirs | 46                  |                    |                  |

| 27 décembre 2008 | Kazakhstan | 0-9 (0-3, 0-4, 0-2) | Allemagne | 18 305 spectateurs |

| Feuille de match | Feuille de match | Feuille de match | Feuille de match | Feuille de match |
| ---------------- | ---------------- | ---------------- | --- | ---------------- |
|                  |                  |                  | 4 min 43 s S. Fischhaber 8 min 31 s J. Flaake 18 min 45 s A. Huebscher 21 min 52 s D. Weiss 22 min 6 s S. Rupprich 23 min 16 s G. Fauser 27 min 56 s M. Novak 51 min 21 s J. Flaake 57 min 15 s C. Morrison |                  |
| A. Yankov        | Gardiens         | T. Pielmeier     | |                  |
| 14 min           | Pénalités        | 10 min           | |                  |
| 17               | Tirs             | 52               | |                  |

| 28 décembre 2008 | Kazakhstan | 0-15 (0-4, 0-5, 0-6) | Canada | 19 176 spectateurs |

| Feuille de match      | Feuille de match | Feuille de match | Feuille de match | Feuille de match |
| --------------------- | ---------------- | ---------------- | --- | ---------------- |
|                       |                  |                  | 1 min 29 s J. Eberle 8 min 48 s J. Benn 15 min 53 s J. Benn 17 min 26 s P. K. Subban 21 min 36 s C. Hodgson 24 min 11 s C. DiDomenico 24 min 41 s J. Benn 32 min 32 s T. Ennis 34 min 52 sJ. Tavares 40 min 50 s E. Kane 51 min 29 s J. Tavares 52 min 15 s C. Hodgson 54 min 17 s P. K. Subban 56 min 2 s S. Della Rovere 59 min 17 s T. Myers |                  |
| A. Yankov M. Gryaznov | Gardiens         | C. Pickard       | |                  |
| 43 min                | Pénalités        | 2 min            | |                  |
| 11                    | Tirs             | 69               | |                  |

| 28 décembre 2008 | États-Unis | 4-3 (1-0, 2-1, 1-2) | République tchèque | 19 847 spectateurs |

| Feuille de match | Feuille de match                                                                                 | Feuille de match | Feuille de match                                               | Feuille de match |
| ---------------- | ------------------------------------------------------------------------------------------------ | ---------------- | -------------------------------------------------------------- | ---------------- |
|                  | J. Schroeder 13 min 0 s M. Rust 31 min 46 s J. Van Riemsdyk 38 min 34 s J. Schroeder 43 min 43 s |                  | 25 min 14 s O. Roman 47 min 2 s M. Parýzek 56 min 43 s J. Káňa |                  |
| T. McCollum      | Gardiens                                                                                         | D. Furch         |                                                                |                  |
| 14 min           | Pénalités                                                                                        | 6 min            |                                                                |                  |
| 27               | Tirs                                                                                             | 27               |                                                                |                  |

| 29 décembre 2008 | Allemagne | 1-5 (0-1, 1-1, 0-3) | Canada | 19 326 spectateurs |

| Feuille de match | Feuille de match    | Feuille de match | Feuille de match                                                                                           | Feuille de match |
| ---------------- | ------------------- | ---------------- | --- | ---------------- |
|                  | D. Wolf 28 min 40 s |                  | 7 min 21 s Z. Boychuk 25 min 57 s J. Benn 41 min 4 s E. Kane 51 min 25 s J. Tavares 55 min 57 s Z. Boychuk |                  |
| P. Grubauer      | Gardiens            | C. Pickard       | |                  |
| 37 min           | Pénalités           | 18 min           | |                  |
| 13               | Tirs                | 49               | |                  |

| 30 décembre 2008 | République tchèque | 6-0 (2-0, 1-0, 3-0) | Allemagne | 17 976 spectateurs |

| Feuille de match | Feuille de match | Feuille de match | Feuille de match | Feuille de match |
| ---------------- | --- | ---------------- | ---------------- | ---------------- |
|                  | D. Štich 13 min 19 s Z. Okál 15 min 23 s O. Roman 35 min 58 s T. Knotek 44 min 2 s R. Gudas 47 min 56 s O. Roman 49 min 13 s |                  | -                |                  |
| D. Furch         | Gardiens | T. Pielmeier     |                  |                  |
| 6 min            | Pénalités | 28 min           |                  |                  |
| 53               | Tirs | 18               |                  |                  |

| 30 décembre 2008 | États-Unis | 12-0 (3-0, 5-0, 4-0) | Kazakhstan | 18 288 spectateurs |

| Feuille de match | Feuille de match | Feuille de match | Feuille de match | Feuille de match |
| ---------------- | --- | ---------------- | ---------------- | ---------------- |
|                  | I. Cole 16 min 27 s A. Plushaj 17 min 7 s D. Bowman 18 min 59 s C. Wilson 20 min 52 s C. Wilson 21 min 11 s J. Van Riemsdyk 25 min 34 s D. Kristo 27 min 12 s A. Palushaj 32 min 28 s M. Hoeffel 50 min 8 s J. Hayes 53 min 59 s M. Wahl 55 min 2 s M. Rust 59 min 55 s |                  | -                |                  |
| T. McCollum      | Gardiens | A. Yankov        |                  |                  |
| 4 min            | Pénalités | 22 min           |                  |                  |
| 61               | Tirs | 10               |                  |                  |

| 31 décembre 2008 | République tchèque | 10-2 (6-1, 4-0, 0-1) | Kazakhstan | 17 664 spectateurs |

| Feuille de match | Feuille de match | Feuille de match      | Feuille de match                                 | Feuille de match |
| ---------------- | --- | --------------------- | ------------------------------------------------ | ---------------- |
|                  | T. Knotek 1 min 49 s R. Szturc 5 min 48 s J. Káňa 8 min 17 s V. Růžička 10 min 14 s V. Růžička 12 min 51 s T. Knotek 15 min 51 s Z. Okál 25 min 55 s J. Káňa 26 min 31 s J. Káňa 32 min 34 s J. Káňa 36 min 0 s |                       | 7 min 17 s O. Onichshenko 51 min 8 s K. Savenkov |                  |
| D. Furch         | Gardiens | A. Yankov M. Gryaznov |                                                  |                  |
| 14 min           | Pénalités | 24 min                |                                                  |                  |
| 45               | Tirs | 24                    |                                                  |                  |

| 30 décembre 2008 | Canada | 7-4 (3-3, 2-1, 2-0) | États-Unis | 20 223 spectateurs |

| Feuille de match | Feuille de match | Feuille de match | Feuille de match                                                                         | Feuille de match |
| ---------------- | --- | ---------------- | ---------------------------------------------------------------------------------------- | ---------------- |
|                  | J. Tavares 14 min 55 s J. Tavares 15 min 43 s J. Eberle 18 min 10 s Z. Boychuk 20 min 37 s C. Hodgson 26 min 56 s J. Tavares 59 min 13 s T. Ennis 59 min 50 s |                  | 3 min 49 s K. Shattenkirk 7 min 15 s J. Hayes 12 min 35 s J. O'Brien 23 min 40 s J. Blum |                  |
| D. Tokarski      | Gardiens | T. McCollum      |                                                                                          |                  |
| 20 min           | Pénalités | 24 min           |                                                                                          |                  |
| 29               | Tirs | 27               |                                                                                          |                  |

##### Classement
Les trois premiers sont qualifiés pour le tour final, le premier accédant directement à la demi-finale.
| Clt   | Équipe     | PJ | V | VP | D | DP | BP | BC | Pts |
| ----- | ---------- | -- | - | -- | - | -- | -- | -- | --- |
| +001, | Canada     | 4  | 4 | 0  | 0 | 0  | 35 | 6  | 12  |
| +002, | États-Unis | 4  | 3 | 0  | 1 | 0  | 28 | 12 | 9   |
| +003, | Tchéquie   | 4  | 2 | 0  | 2 | 0  | 21 | 14 | 6   |
| +004, | Allemagne  | 4  | 1 | 0  | 3 | 0  | 12 | 19 | 3   |
| +005, | Kazakhstan | 4  | 0 | 0  | 4 | 0  | 2  | 47 | 0   |

- Qualifié pour les demi-finales
- Qualifié pour les quarts de finale

#### Groupe B
Tous les matchs se jouent à l'Ottawa Civic Centre, ancienne patinoire des Sénateurs de la LNH et actuelle patinoire des 67 d'Ottawa de la Ligue de hockey de l'Ontario.

##### Résultats
| 26 décembre 2008 | Lettonie | 1-4 (0-1, 0-1, 1-2) | Russie | 9 441 spectateurs |

| Feuille de match | Feuille de match      | Feuille de match | Feuille de match                                                                            | Feuille de match |
| ---------------- | --------------------- | ---------------- | ------------------------------------------------------------------------------------------- | ---------------- |
|                  | J. Ozoliņš 58 min 3 s |                  | 16 min 56 s V. Voinov 31 min 38 s P. Chernov 47 min 1 s M. Gontcharov 59 min 48 s D. Klopov |                  |
| N. Enkuzēns      | Gardiens              | D. Alistratov    |                                                                                             |                  |
| 12 min           | Pénalités             | 6 min            |                                                                                             |                  |
| 15               | Tirs                  | 44               |                                                                                             |                  |

| 26 décembre 2008 | Finlande | 1-3 (1-2, 0-0, 0-1) | Suède | 9 658 spectateurs |

| Feuille de match | Feuille de match      | Feuille de match | Feuille de match                                                        | Feuille de match |
| ---------------- | --------------------- | ---------------- | ----------------------------------------------------------------------- | ---------------- |
|                  | T. Rajala 21 min 12 s |                  | 9 min 15 s M. Johansson 12 min 38 s D. Rundblad 59 min 20 s M. Backlund |                  |
| H. Säteri        | Gardiens              | J. Markström     |                                                                         |                  |
| 8 min            | Pénalités             | 8 min            |                                                                         |                  |
| 21               | Tirs                  | 28               |                                                                         |                  |

| 27 décembre 2008 | Slovaquie | 7-2 (2-2, 3-0, 2-0) | Lettonie | 9 370 spectateurs |

| Feuille de match | Feuille de match | Feuille de match | Feuille de match                          | Feuille de match |
| ---------------- | --- | ---------------- | ----------------------------------------- | ---------------- |
|                  | R. Tybor 1 min 54 s O. Rusnák 16 min 26 s M. Hrivík 33 min 20 s O. Rusnák 33 min 58 s R. Tybor 38 min 21 s T. Taton 42 min 12 s A. Bezák 47 min 34 s |                  | 7 min 29 s J. Straupe 14 min 5 s R. Cinks |                  |
| J. Janus         | Gardiens | N. Enkuzēns      |                                           |                  |
| 14 min           | Pénalités | 12 min           |                                           |                  |
| 43               | Tirs | 17               |                                           |                  |

| 28 décembre 2008 | Russie | 5-2 (3-1, 1-1, 1-0) | Finlande | 9 715 spectateurs |

| Feuille de match | Feuille de match                                                                                               | Feuille de match | Feuille de match                              | Feuille de match |
| ---------------- | --- | ---------------- | --------------------------------------------- | ---------------- |
|                  | N. Filatov 7 min 56 s I. Dadonov 8 min 34 s D. Klopov 11 min 29 s N. Filatov 29 min 56 s D. Klopov 58 min 14 s |                  | 5 min 10 s J. Lajunen 23 min 55 s J. Nättinen |                  |
| D. Alistratov    | Gardiens | H. Säteri        |                                               |                  |
| 8 min            | Pénalités | 6 min            |                                               |                  |
| 26               | Tirs | 14               |                                               |                  |

| 28 décembre 2008 | Suède | 3-1 (2-0, 1-0, 0-1) | Slovaquie | 9 726 spectateurs |

| Feuille de match | Feuille de match                                                         | Feuille de match | Feuille de match     | Feuille de match |
| ---------------- | ------------------------------------------------------------------------ | ---------------- | -------------------- | ---------------- |
|                  | S. Hjalmarsson 1 min 2 s M. Backlund 14 min 42 s E. Karlsson 33 min 30 s |                  | 45 min 33 s M. Uhnák |                  |
| J. Markström     | Gardiens                                                                 | J. Janus         |                      |                  |
| 10 min           | Pénalités                                                                | 14 min           |                      |                  |
| 44               | Tirs                                                                     | 27               |                      |                  |

| 29 décembre 2008 | Lettonie | 1-10 (1-5, 0-1, 0-4) | Suède | 9 622 spectateurs |

| Feuille de match        | Feuille de match        | Feuille de match | Feuille de match | Feuille de match |
| ----------------------- | ----------------------- | ---------------- | --- | ---------------- |
|                         | R. Jekimovs 19 min 53 s |                  | 2 min 13 s M. Tedenby 9 min 15 s M.S. Pääjärvi 13 min 42 s A. Petersson 17 min 39 s M.S. Pääjärvi 19 min 10 s N. Lasu 26 min 31 s S. Hjalmarsson 40 min 33 s J. Andersson 41 min 33 s E. Karlsson 48 min 31 s D. Ullström 49 min 18 s N. Lasu |                  |
| N. Enkuzēns E. Raimonds | Gardiens                | M. Owuya         | |                  |
| 20 min                  | Pénalités               | 12 min           | |                  |
| 11                      | Tirs                    | 61               | |                  |

| 30 décembre 2008 | Russie | 8-1 (2-1, 4-0, 2-0) | Slovaquie | 9 419 spectateurs |

| Feuille de match | Feuille de match | Feuille de match   | Feuille de match     | Feuille de match |
| ---------------- | --- | ------------------ | -------------------- | ---------------- |
|                  | N. Filatov 2 min 12 s M. Gontcharov 18 min 34 s M. Gontcharov 21 min 5 s N. Filatov 24 min 29 s I. Golovko 28 min 32 s N. Filatov 29 min 15 s S. Andronov 55 min 37 s S. Korostine 56 min 52 s |                    | 13 min 12 s A. Bezák |                  |
| V. Zhelobnyuk    | Gardiens | J. Janus Z. Kotvan |                      |                  |
| 8 min            | Pénalités | 14 min             |                      |                  |
| 31               | Tirs | 27                 |                      |                  |

| 30 décembre 2008 | Finlande | 5-1 (2-0, 3-1, 0-0) | Lettonie | 9 376 spectateurs |

| Feuille de match | Feuille de match                                                                                                | Feuille de match | Feuille de match       | Feuille de match |
| ---------------- | --- | ---------------- | ---------------------- | ---------------- |
|                  | T. Sallinen 2 min 3 s N. Lähde 14 min 25 s M. Granlund 23 min 58 s M. Granlund 27 min 17 s A. Roppo 30 min 34 s |                  | 34 min 3 s R. Jekimovs |                  |
| J. Metsola       | Gardiens | N. Enkuzēns      |                        |                  |
| 14 min           | Pénalités | 45 min           |                        |                  |
| 56               | Tirs | 18               |                        |                  |

| 31 décembre 2008 | Suède | 5-0 (4-0, 0-0, 1-0) | Russie | 9 675 spectateurs |

| Feuille de match | Feuille de match | Feuille de match            | Feuille de match | Feuille de match |
| ---------------- | --- | --------------------------- | ---------------- | ---------------- |
|                  | A. Petersson 5 min 1 s S. Hjalmarsson 10 min 0 s A. Petersson 16 min 50 s M. Backlund 17 min 31 s M. Johansson 43 min 55 s |                             | -                |                  |
| J. Markström     | Gardiens | D. Alistratov V. Jelobniouk |                  |                  |
| 6 min            | Pénalités | 16 min                      |                  |                  |
| 38               | Tirs | 31                          |                  |                  |

| 31 décembre 2008 | Slovaquie | 3-2 (TB) (0-0, 1-2, 1-0, 0-0, 1-0) | Finlande | 9 862 spectateurs |

| Feuille de match | Feuille de match                                                         | Feuille de match | Feuille de match                                                                                 | Feuille de match |
| ---------------- | ------------------------------------------------------------------------ | ---------------- | ------------------------------------------------------------------------------------------------ | ---------------- |
|                  | R. Pánik 30 min 36 s A. Bezák 48 min 32 s A. Bezák - T. Tatar 65 min 0 s |                  | 24 min 40 s N. Lucenius 37 min 37 s N. Lähde 65 min 0 s T. Rajala - N. Lucenius - T. Hartikainen |                  |
| J. Janus         | Gardiens                                                                 | J. Metsola       |                                                                                                  |                  |
| 10 min           | Pénalités                                                                | 8 min            |                                                                                                  |                  |
| 33               | Tirs                                                                     | 12               |                                                                                                  |                  |

##### Classement
Les trois premiers sont qualifiés pour le tour final, le premier accédant directement à la demi-finale.
| Clt   | Équipe    | PJ | V | VP | D | DP | BP | BC | Pts |
| ----- | --------- | -- | - | -- | - | -- | -- | -- | --- |
| +001, | Suède     | 4  | 4 | 0  | 0 | 0  | 21 | 3  | 12  |
| +002, | Russie    | 4  | 3 | 0  | 1 | 0  | 17 | 9  | 9   |
| +003, | Slovaquie | 4  | 1 | 1  | 2 | 0  | 12 | 15 | 5   |
| +004, | Finlande  | 4  | 1 | 0  | 2 | 1  | 10 | 12 | 4   |
| +005, | Lettonie  | 4  | 0 | 0  | 4 | 0  | 5  | 26 | 0   |

- Qualifié pour les demi-finales
- Qualifié pour les quarts de finale

### Tour de relégation

#### Résultats
Tous les matchs sont joués dans le Civic Centre.

Les résultats des matchs du premier tour sont conservés.
| 2 janvier 2009 | Allemagne | 1-7 (1-1, 0-5, 0-1) | Lettonie | 9 888 spectateurs |

| Feuille de match         | Feuille de match  | Feuille de match | Feuille de match | Feuille de match |
| ------------------------ | ----------------- | ---------------- | --- | ---------------- |
|                          | D. Weiß 7 min 6 s |                  | 7 min 34 s R. Bukarts 25 min 23 s R. Bukarts 27 min 55 s J. Straupe 28 min 57 s R. Bukarts 29 min 28 s V. Pavlovs 36 min 1 s A. Pizāns 44 min 44 s R. Cinks |                  |
| P. Grubauer T. Pielmeier | Gardiens          | N. Enkuzēns      | |                  |
| 32 min                   | Pénalités         | 38 min           | |                  |
| 35                       | Tirs              | 24               | |                  |

| 3 janvier 2009 | Finlande | 7-1 (3-0, 2-1, 2-0) | Kazakhstan | 9 180 spectateurs |

| Feuille de match | Feuille de match | Feuille de match | Feuille de match       | Feuille de match |
| ---------------- | --- | ---------------- | ---------------------- | ---------------- |
|                  | J. Niemi 0 min 22 s J. Rask 6 min 29 s T. Sallinen 16 min 32 s A. Roppo 27 min 26 s T. Hartikainen 39 min 9 s T. Rajala 44 min 33 s T. Hartikainen 54 min 13 s |                  | 21 min 3 s K. Savenkov |                  |
| J. Metsola       | Gardiens | A. Yankov        |                        |                  |
| 4 min            | Pénalités | 24 min           |                        |                  |
| 50               | Tirs | 21               |                        |                  |

| 4 janvier 2009 | Finlande | 3-1 (2-0, 0-1, 1-0) | Allemagne | 9 192 spectateurs |

| Feuille de match | Feuille de match                                                      | Feuille de match | Feuille de match      | Feuille de match |
| ---------------- | --------------------------------------------------------------------- | ---------------- | --------------------- | ---------------- |
|                  | T. Kivisto 12 min 40 s T. Hartikainen 13 min 2 s J. Niemi 41 min 31 s |                  | 29 min 39 s J. Flaake |                  |
| J. Metsola       | Gardiens                                                              | T. Pielmeier     |                       |                  |
| 8 min            | Pénalités                                                             | 41 min           |                       |                  |
| 38               | Tirs                                                                  | 26               |                       |                  |

| 4 janvier 2009 | Lettonie | 7-1 (1-0, 1-0, 5-1) | Kazakhstan | 9 173 spectateurs |

| Feuille de match | Feuille de match | Feuille de match | Feuille de match       | Feuille de match |
| ---------------- | --- | ---------------- | ---------------------- | ---------------- |
|                  | R. Jekimovs 12 min 53 s J. Ozolins 29 min 10 s R. Bukarts 41 min 34 s A. Ogorodnikovs 48 min 43 s R. Freibergs 55 min 15 s A. Ogorodnikovs 57 min 58 s R. Jekimovs 59 min 49 s |                  | 55 min 1 s K. Savenkov |                  |
| N. Enkuzēns      | Gardiens | A. Yankov        |                        |                  |
| 12 min           | Pénalités | 14 min           |                        |                  |
| 30               | Tirs | 35               |                        |                  |

#### Classement
L'Allemagne et le Kazakhstan sont relégués en division I pour l'édition 2010.
| Clt   | Équipe     | PJ | V | VP | D | DP | BP | BC | Pts |
| ----- | ---------- | -- | - | -- | - | -- | -- | -- | --- |
| +007, | Finlande   | 3  | 3 | 0  | 0 | 0  | 15 | 3  | 9   |
| +008, | Lettonie   | 3  | 2 | 0  | 1 | 0  | 15 | 7  | 6   |
| +009, | Allemagne  | 3  | 1 | 0  | 2 | 0  | 11 | 10 | 3   |
| +010, | Kazakhstan | 3  | 0 | 0  | 3 | 0  | 2  | 23 | 0   |

- Relégué en division I

### Tour final
Tous les matchs du tour final sont joués dans la Place Banque Scotia.

#### Arbre de qualification
|  | Quarts de finale | Quarts de finale | Quarts de finale |        |    | Demi-finales | Demi-finales | Demi-finales |  |  | Finale | Finale | Finale |
|  |                  |                  |                  |        |    |              |              |              |  |  |        |        |        |
|  | A2               | États-Unis       | 3                |        |    |              |              |              |  |  |        |        |        |
|  | B3               | Slovaquie        | 5                |        |    |              |              |              |  |  |        |        |        |
|  | B3               | Slovaquie        | 5                |        | B3 | Slovaquie    | 3            |              |  |  |        |        |        |
|  |                  |                  |                  |        | B3 | Slovaquie    | 3            |              |  |  |        |        |        |
|  |                  |                  | B1               | Suède  | 5  |              |              |              |  |  |        |        |        |
|  |                  |                  | B1               | Suède  | 5  |              |              |              |  |  |        |        |        |
|  |                  |                  |                  |        |    |              |              |              |  |  |        |        |        |
|  |                  |                  |                  |        |    |              |              |              |  |  |        |        |        |
|  |                  |                  |                  |        |    |              |              |              |  |  | B1     | Suède  | 1      |
|  |                  |                  | A1               | Canada | 5  |              |              |              |  |  |        |        |        |
|  | B2               | Russie           | 5                |        |    |              |              |              |  |  |        |        |        |
|  | A3               | Tchéquie         | 1                |        |    |              |              |              |  |  |        |        |        |
|  | A3               | Tchéquie         | 1                |        | B2 | Russie       | 5            |              |  |  |        |        |        |
|  |                  |                  |                  |        | B2 | Russie       | 5            |              |  |  |        |        |        |
|  |                  |                  | A1               | Canada | 6  |              |              |              |  |  |        |        |        |
|  |                  |                  | A1               | Canada | 6  |              |              |              |  |  |        |        |        |
|  |                  |                  |                  |        |    |              |              |              |  |  |        |        |        |

#### Détails des matchs

##### Quarts de finale
| 2 janvier 2009 | États-Unis | 3-5 (1-3, 0-0, 2-2) | Slovaquie | 18 042 spectateurs |

| Feuille de match | Feuille de match                                                   | Feuille de match | Feuille de match                                                                                         | Feuille de match |
| ---------------- | ------------------------------------------------------------------ | ---------------- | --- | ---------------- |
|                  | I. Cole 12 min 1 s J. Blum 45 min 31 s J. Van Riemsdyk 58 min 42 s |                  | 11 min 5 s A. Bezák 13 min 41 s T. Tatar 17 min 53 s J. Molnar 51 min 38 s R. Pánik 57 min 46 s T. Tatar |                  |
| T. McCollum      | Gardiens                                                           | J. Janus         | |                  |
| 8 min            | Pénalités                                                          | 12 min           | |                  |
| 47               | Tirs                                                               | 19               | |                  |

| 2 janvier 2009 | Russie | 5-1 (1-0, 0-0, 4-1) | République tchèque | 18 753 spectateurs |

| Feuille de match | Feuille de match | Feuille de match | Feuille de match    | Feuille de match |
| ---------------- | --- | ---------------- | ------------------- | ---------------- |
|                  | S. Andronov 11 min 53 s N. Filatov 41 min 25 s I. Gratchiov 47 min 26 s I. Dadonov 54 min 2 s P. Chernov 59 min 29 s |                  | 48 min 1 s R. Gudas |                  |
| V. Jelobniouk    | Gardiens | D. Furch         |                     |                  |
| 8 min            | Pénalités | 12 min           |                     |                  |
| 35               | Tirs | 29               |                     |                  |

##### Demi-finales
| 3 janvier 2009 | Suède | 5-3 (0-1, 1-1, 4-1) | Slovaquie | 18 112 spectateurs |

| Feuille de match | Feuille de match | Feuille de match | Feuille de match                                                | Feuille de match |
| ---------------- | --- | ---------------- | --------------------------------------------------------------- | ---------------- |
|                  | M. Backlund 30 min 19 s M. Backlund 47 min 4 s D. Ullström 48 min 52 s S. Hjalmarsson 51 min 42 s O. Möller 58 min 43 s |                  | 19 min 56 s M. Mertel 35 min 47 s T. Tatar 55 min 58 s T. Tatar |                  |
| J. Markström     | Gardiens | J. Janus         |                                                                 |                  |
| 10 min           | Pénalités | 6 min            |                                                                 |                  |
| 51               | Tirs | 30               |                                                                 |                  |

| 3 janvier 2009 | Canada | 6-5 (TB) (2-2, 1-0, 2-3, 0-0, 1-0) | Russie | 19 327 spectateurs |

| Feuille de match | Feuille de match | Feuille de match | Feuille de match | Feuille de match |
| ---------------- | --- | ---------------- | --- | ---------------- |
|                  | B. Sonne 2 min 2 s P. Cormier 7 min 4 s J. Eberle 36 min 40 s A. Esposito 45 min 44 s J. Eberle 59 min 55 s J. Eberle - J. Tavares70 min 0 s |                  | 5 min 18 s M. Gontcharov 7 min 20 s D. Klopov 40 min 51 s I. Gratchiov 46 min 22 s S. Andronov 57 min 40 s D. Klopov 70 min 0 s D. Kougrychev - P. Chernov |                  |
| D. Tokarski      | Gardiens | V. Jelobniouk    | |                  |
| 10 min           | Pénalités | 38 min           | |                  |
| 42               | Tirs | 28               | |                  |

##### Cinquième place
| 4 janvier 2009 | États-Unis | 3-2 (pr) (1-0, 0-0, 1-2, 1-0) | République tchèque | 17 936 spectateurs |

| Feuille de match | Feuille de match                                                           | Feuille de match | Feuille de match                            | Feuille de match |
| ---------------- | -------------------------------------------------------------------------- | ---------------- | ------------------------------------------- | ---------------- |
|                  | E. Tangradi 8 min 36 s C. Fairchild 53 min 2 s J. Van Riemsdyk 62 min 49 s |                  | 42 min 23 s S. Novotný 50 min 59 s O. Roman |                  |
| J. Unice         | Gardiens                                                                   | T. Vošvrda       |                                             |                  |
| 35 min           | Pénalités                                                                  | 78 min           |                                             |                  |
| 48               | Tirs                                                                       | 27               |                                             |                  |

##### Match pour la médaille de bronze
| 5 janvier 2009 | Russie | 5-2 (1-0, 2-1, 2-1) | Slovaquie | 18 763 spectateurs |

| Feuille de match | Feuille de match | Feuille de match | Feuille de match                            | Feuille de match |
| ---------------- | --- | ---------------- | ------------------------------------------- | ---------------- |
|                  | 4 min 30 s P. Chernov 25 min 56 s M. Gontcharov 39 min 28 s N. Filatov 51 min 11 s N. Filatov 58 min 7 s D. Kougrychev |                  | M. Stajnoch 30 min 14 s T. Tatar 57 min 1 s |                  |
| V. Jelobniouk    | Gardiens | J. Janus         |                                             |                  |
| 10 min           | Pénalités | 10 min           |                                             |                  |
| 25               | Tirs | 20               |                                             |                  |

##### Match pour la médaille d'or
| 5 janvier 2009 | Canada | 5-1 (1-0, 1-0, 3-1) | Suède | 20 380 spectateurs |

| Feuille de match | Feuille de match                                                                                                  | Feuille de match | Feuille de match             | Feuille de match |
| ---------------- | --- | ---------------- | ---------------------------- | ---------------- |
|                  | 0 min 38 s P. K. Subban 24 min 6 s A. Esposito 40 min 33 s C. Hodgson 58 min 7 s J. Eberle 59 min 28 s C. Hodgson |                  | Joakim Andersson 48 min 30 s |                  |
| D. Tokarski      | Gardiens | J. Markstrom     |                              |                  |
| 18 min           | Pénalités | 14 min           |                              |                  |
| 31               | Tirs | 40               |                              |                  |

### Classements et honneurs

#### Meilleurs pointeurs
| Joueur             | Pays       | PJ | B | A  | Pts | +/- | PUN |
| ------------------ | ---------- | -- | - | -- | --- | --- | --- |
| Cody Hodgson       | Canada     | 6  | 5 | 11 | 16  | +8  | 2   |
| John Tavares       | Canada     | 6  | 8 | 7  | 15  | +7  | 0   |
| Jordan Eberle      | Canada     | 6  | 6 | 7  | 13  | +9  | 2   |
| Nikita Filatov     | Russie     | 7  | 8 | 3  | 11  | +3  | 6   |
| Tomáš Tatar        | Slovaquie  | 7  | 7 | 4  | 11  | -2  | 4   |
| Jordan Schroeder   | États-Unis | 6  | 3 | 8  | 11  | +1  | 2   |
| James Van Riemsdyk | États-Unis | 6  | 6 | 4  | 10  | +1  | 4   |
| Jan Káňa           | Tchéquie   | 6  | 6 | 3  | 9   | +2  | 0   |
| Teemu Hartikainen  | Finlande   | 6  | 3 | 6  | 9   | +4  | 4   |
| P. K. Subban       | Canada     | 6  | 3 | 6  | 9   | +12 | 6   |
| Colin Wilson       | États-Unis | 6  | 3 | 6  | 9   | +1  | 4   |
| Erik Karlsson      | Suède      | 6  | 2 | 7  | 9   | +6  | 0   |
| Kevin Shattenkirk  | États-Unis | 6  | 1 | 8  | 9   | +5  | 4   |

#### Joueurs récompensés
Plusieurs trophées sont remis à l'issue du tournoi. John Tavares est élu MVP du tournoi. L'équipe d'étoiles du tournoi est composée de 
- Gardien de but : Jaroslav Janus (Slovaquie)
- Défenseurs : Pernell-Karl Subban (Canada) - Erik Karlsson (Suède)
- Attaquants : John Tavares (Canada) - Cody Hodgson (Canada) - Nikita Filatov (Russie)

La fédération internationale a également désigné les meilleurs du tournoi :
- Gardien de but : Jacob Markström (Suède)
- Défenseur : Erik Karlsson (Suède)
- Attaquant : John Tavares (Canada)

#### Classement final
| Or     | Canada     |
| Argent | Suède      |
| bronze | Russie     |
| 4      | Slovaquie  |
| 5      | États-Unis |
| 6      | Tchéquie   |
| 7      | Finlande   |
| 8      | Lettonie   |
| 9      | Allemagne  |
| 10     | Kazakhstan |

## Division I
Le groupe A se déroule à Herisau en Suisse du 14 au 20 décembre 2008. Le groupe B se joue à Aalborg au Danemark du 15 au 21 décembre 2008. La Suisse et l'Autriche sont promues dans la division Élite alors que l'Estonie et la Hongrie sont reléguées en Division II.

### Groupe A

#### Matchs
| Date        | Équipe      | Score | Équipe      | Score par période |
| 14 décembre | France      | 2-1   | Slovénie    | 1-0, 1-0, 0-1     |
| 14 décembre | Estonie     | 1-12  | Suisse      | 0-7, 1-2, 0-3     |
| 14 décembre | Pologne     | 0-4   | Biélorussie | 0-1, 0-1, 0-2     |
| 15 décembre | Slovénie    | 22-2  | Estonie     | 9-1, 9-1, 4-0     |
| 15 décembre | Suisse      | 5-1   | Pologne     | 3-1, 0-0, 2-0     |
| 16 décembre | Biélorussie | 8-2   | France      | 1-1, 3-0, 4-1     |
| 17 décembre | Estonie     | 2-4   | Pologne     | 0-0, 0-2, 2-2     |
| 17 décembre | Biélorussie | 7-2   | Slovénie    | 0-0, 4-1, 3-1     |
| 17 décembre | Suisse      | 6-2   | France      | 3-1, 1-1, 1-0     |
| 18 décembre | Slovénie    | 2-6   | Suisse      | 1-2, 1-1, 0-3     |
| 19 décembre | Pologne     | 2-8   | France      | 0-3, 0-4, 2-1     |
| 19 décembre | Biélorussie | 19-1  | Estonie     | 5-1, 6-0, 8-0     |
| 20 décembre | Slovénie    | 4-0   | Pologne     | 2-0, 0-0, 2-0     |
| 20 décembre | France      | 19-0  | Estonie     | 5-0, 8-0, 6-0     |
| 20 décembre | Suisse      | 2-1   | Biélorussie | 1-1, 0-0, 1-0     |

| Clt   | Équipe      | PJ | V | VP | D | DP | BP | BC | Diff | Pts |
| ----- | ----------- | -- | - | -- | - | -- | -- | -- | ---- | --- |
| +001, | Suisse      | 5  | 5 | 0  | 0 | 0  | 31 | 7  | +24  | 15  |
| +002, | Biélorussie | 5  | 4 | 0  | 1 | 0  | 39 | 7  | +32  | 12  |
| +003, | France      | 5  | 3 | 0  | 2 | 0  | 33 | 17 | +16  | 9   |
| +004, | Slovénie    | 5  | 2 | 0  | 3 | 0  | 31 | 17 | +14  | 6   |
| +005, | Pologne     | 5  | 1 | 0  | 4 | 0  | 7  | 23 | -16  | 3   |
| +006, | Estonie     | 5  | 0 | 0  | 5 | 0  | 6  | 76 | -70  | 0   |

- Promu en division Élite
- Relégué en Division II

#### Meilleurs joueurs
- Meilleur gardien : Vitali Belinski  Biélorussie
- Meilleur défenseur : Roman Josi  Suisse
- Meilleur attaquant : Gregory Sciaroni  Suisse

### Groupe B

#### Matchs
| Date        | Équipe   | Score      | Équipe   | Score par période       |
| 15 décembre | Ukraine  | 2-4        | Norvège  | 0-1, 1-2, 1-1           |
| 15 décembre | Hongrie  | 2-6        | Autriche | 2-1, 0-5, 0-0           |
| 15 décembre | Italie   | 0-4        | Danemark | 0-0, 0-1, 1-1           |
| 16 décembre | Autriche | 6-2        | Ukraine  | 1-0, 2-2, 3-0           |
| 16 décembre | Norvège  | 4-1        | Italie   | 1-0, 2-0, 1-1           |
| 16 décembre | Danemark | 5-2        | Hongrie  | 2-0, 1-1, 2-1           |
| 18 décembre | Italie   | 8-2        | Hongrie  | 2-1, 3-0, 3-1           |
| 18 décembre | Autriche | 7-0        | Norvège  | 2-0, 2-0, 3-0           |
| 18 décembre | Danemark | 2-0        | Ukraine  | 2-0, 0-0, 0-0           |
| 19 décembre | Autriche | 1-2 a.p.   | Italie   | 0-0, 0-1, 1-0, 0-1      |
| 19 décembre | Hongrie  | 2-5        | Ukraine  | 0-1, 2-1, 0-3           |
| 19 décembre | Norvège  | 2-4        | Danemark | 1-3, 0-0, 1-1           |
| 21 décembre | Norvège  | 4-3 t.a.b. | Hongrie  | 1-1, 1-2, 1-0, 0-0, 1-0 |
| 21 décembre | Ukraine  | 1-2        | Italie   | 0-0, 1-1, 0-1           |
| 21 décembre | Danemark | 3-8        | Autriche | 0-0, 2-3, 1-5           |

| Clt   | Équipe   | PJ | V | VP | D | DP | BP | BC | Diff | Pts |
| ----- | -------- | -- | - | -- | - | -- | -- | -- | ---- | --- |
| +001, | Autriche | 5  | 4 | 0  | 0 | 1  | 28 | 9  | +19  | 13  |
| +002, | Danemark | 5  | 4 | 0  | 1 | 0  | 16 | 13 | +3   | 12  |
| +003, | Norvège  | 5  | 1 | 1  | 3 | 0  | 14 | 17 | -3   | 5   |
| +004, | Italie   | 5  | 1 | 1  | 3 | 0  | 14 | 10 | +4   | 5   |
| +005, | Ukraine  | 5  | 1 | 0  | 4 | 0  | 10 | 16 | -6   | 3   |
| +006, | Hongrie  | 5  | 0 | 0  | 4 | 1  | 11 | 28 | -17  | 1   |

- Promu en division Élite
- Relégué en Division II

#### Meilleurs joueurs
- Meilleur gardien : Andreas Bernard  Italie
- Meilleur défenseur : Stefan Ulmer  Autriche
- Meilleur attaquant : Jeppe Henriksen  Danemark

## Division II
Le groupe A se joue à Miercurea-Ciuc en Roumanie du 15 au 21 décembre 2008. Le groupe B se joue à Logroño en Espagne. Le Japon et la Croatie sont promus en division I, alors que la Roumanie et la Chine sont reléguées en Division III.

### Groupe A

#### Matchs
| Date        | Équipe       | Score      | Équipe       | Score par période       |
| 15 décembre | Corée du Sud | 1-4        | Lituanie     | 0-2, 1-0, 0-2           |
| 15 décembre | Serbie       | 2-6        | Belgique     | 1-2, 1-1, 0-3           |
| 15 décembre | Japon        | 12-0       | Roumanie     | 1-0, 3-0, 8-0           |
| 16 décembre | Lituanie     | 9-1        | Belgique     | 2-0, 2-1, 5-0           |
| 16 décembre | Japon        | 4-5        | Corée du Sud | 1-1, 1-3, 2-1           |
| 16 décembre | Roumanie     | 2-3 a.p.   | Serbie       | 0-1, 1-1, 1-0, 0-1      |
| 18 décembre | Japon        | 11-1       | Serbie       | 4-0, 3-1, 4-0           |
| 18 décembre | Corée du Sud | 5-4        | Belgique     | 0-1, 3-2, 2-1           |
| 18 décembre | Lituanie     | 8-1        | Roumanie     | 2-1, 4-0, 2-0           |
| 19 décembre | Belgique     | 1-13       | Japon        | 0-3, 0-5, 1-5           |
| 19 décembre | Serbie       | 1-10       | Lituanie     | 0-3, 1-3, 0-4           |
| 19 décembre | Roumanie     | 3-4 t.a.b. | Corée du Sud | 2-1, 1-1, 0-1, 0-0, 0-1 |
| 21 décembre | Corée du Sud | 4-3 t.a.b. | Serbie       | 1-2, 0-1, 2-0, 0-0, 1-0 |
| 21 décembre | Lituanie     | 4-5        | Japon        | 1-3, 1-0, 2-2           |
| 21 décembre | Belgique     | 5-3        | Roumanie     | 2-2, 2-0, 1-1           |

#### Classement
| Clt   | Équipe       | PJ | V | VP | D | DP | BP | BC | Diff | Pts |
| ----- | ------------ | -- | - | -- | - | -- | -- | -- | ---- | --- |
| +001, | Japon        | 5  | 4 | 0  | 1 | 0  | 45 | 11 | +34  | 12  |
| +002, | Lituanie     | 5  | 4 | 0  | 1 | 0  | 35 | 9  | +26  | 12  |
| +003, | Corée du Sud | 5  | 2 | 2  | 1 | 0  | 19 | 18 | +1   | 10  |
| +004, | Belgique     | 5  | 2 | 0  | 3 | 0  | 17 | 32 | -15  | 6   |
| +005, | Serbie       | 5  | 0 | 1  | 3 | 1  | 10 | 33 | -23  | 3   |
| +006, | Roumanie     | 5  | 0 | 0  | 3 | 2  | 9  | 32 | -23  | 2   |

- Promu en Division I
- Relégué en Division III

#### Meilleurs joueurs
- Meilleur gardien : Seung Yup Lee  Corée du Sud
- Meilleur défenseur : Karolis Nekrasevicius  Lituanie
- Meilleur attaquant : Hiromichi Terao  Japon
- Meilleur joueur : Tadas Kumeliauskas  Lituanie

### Groupe B

#### Matchs
| Date       | Équipe          | Score | Équipe          | Score par période |
| 10 janvier | Croatie         | 3-2   | Grande-Bretagne | 2-0 , 0-0, 2-1    |
| 10 janvier | Pays-Bas        | 7-1   | Mexique         | 4-1, 2-0, 1-0     |
| 10 janvier | Chine           | 1-5   | Espagne         | 1-2, 0-3, 0-0     |
| 11 janvier | Pays-Bas        | 3-4   | Croatie         | 1-2 , 2-1, 0-1    |
| 11 janvier | Mexique         | 4-2   | Chine           | 2-1, 0-0, 2-1     |
| 11 janvier | Grande-Bretagne | 6-0   | Espagne         | 2-0, 2-0, 2-0     |
| 12 janvier | Pays-Bas        | 10-0  | Chine           | 6-0 , 2-0, 2-0    |
| 12 janvier | Grande-Bretagne | 7-1   | Mexique         | 3-0, 3-1, 1-0     |
| 12 janvier | Croatie         | 5-4   | Espagne         | 1-1, 2-2, 2-1     |
| 14 janvier | Chine           | 2-9   | Grande-Bretagne | 0-3 , 1-5, 1-1    |
| 14 janvier | Mexique         | 2-10  | Croatie         | 0-1, 0-4, 2-5     |
| 14 janvier | Espagne         | 2-4   | Pays-Bas        | 1-0, 1-4, 0-0     |
| 15 janvier | Croatie         | 12-4  | Chine           | 6-2 , 2-2, 4-0    |
| 15 janvier | Grande-Bretagne | 5-4   | Pays-Bas        | 2-0, 2-2, 1-2     |
| 15 janvier | Espagne         | 1-3   | Mexique         | 0-0, 0-1, 1-2     |

#### Classement
| Clt   | Équipe          | PJ | V | VP | D | DP | BP | BC | Diff | Pts |
| ----- | --------------- | -- | - | -- | - | -- | -- | -- | ---- | --- |
| +001, | Croatie         | 5  | 5 | 0  | 0 | 0  | 34 | 15 | +19  | 15  |
| +002, | Grande-Bretagne | 5  | 4 | 0  | 1 | 0  | 29 | 10 | +19  | 12  |
| +003, | Pays-Bas        | 5  | 3 | 0  | 2 | 0  | 28 | 12 | +16  | 9   |
| +004, | Mexique         | 5  | 2 | 0  | 3 | 0  | 11 | 27 | -16  | 6   |
| +005, | Espagne         | 5  | 1 | 0  | 4 | 0  | 12 | 19 | -7   | 3   |
| +006, | Chine           | 5  | 0 | 0  | 5 | 0  | 9  | 40 | -31  | 0   |

- Promu en Division I
- Relégué en Division III

## Division III
Le tournoi de la troisième division devait se dérouler en Corée du Nord mais a été annulé . Les équipes prévues initialement étaient  : l'Islande, la Chine, l'Australie, la Turquie, la Bulgarie et la Corée du Nord. 